# Johannes-Kirche (Bochum)

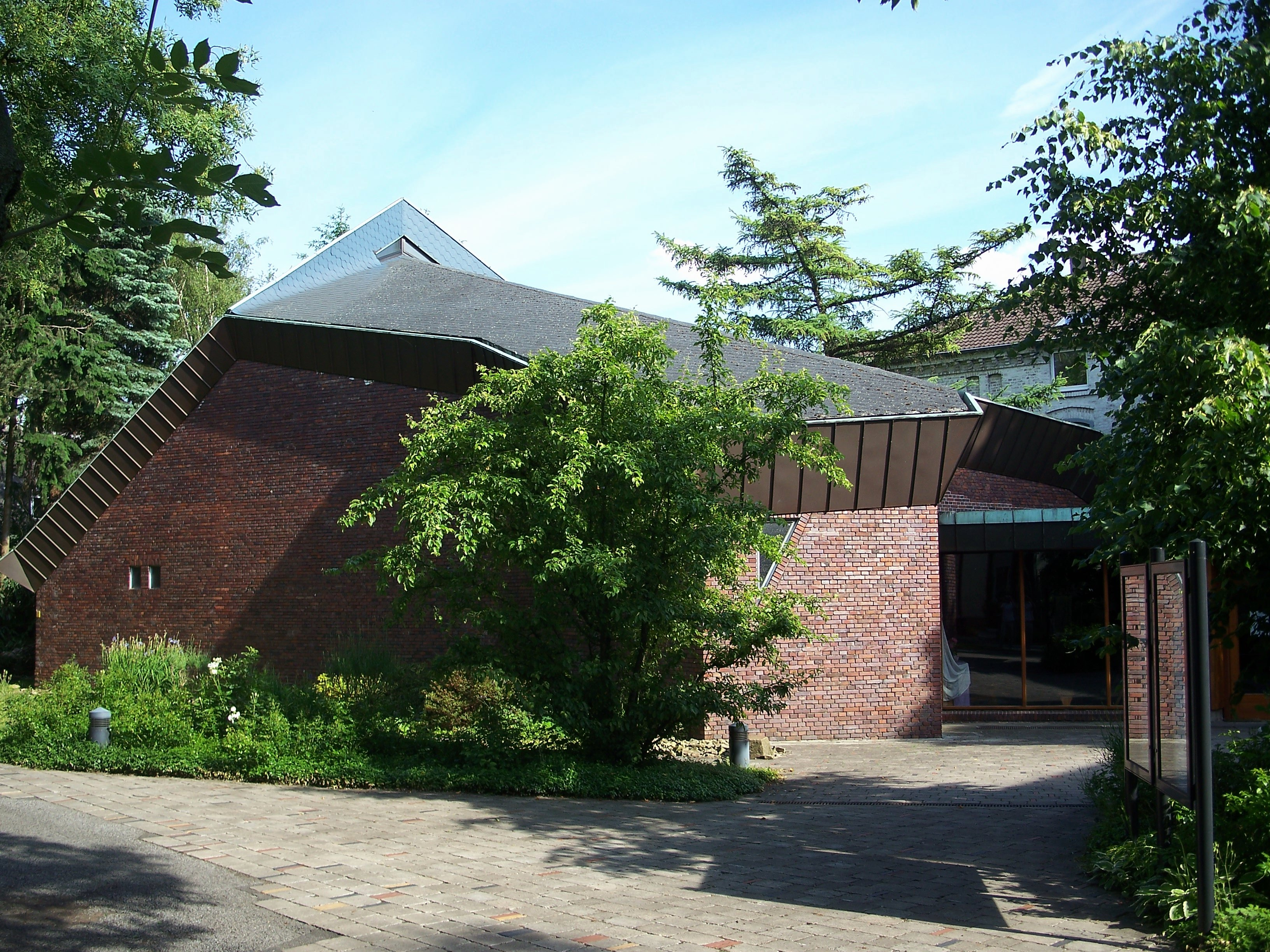
Johannes-Kirche (2009), kurz vor Beginn der Sanierung

Die Johannes-Kirche, auch als Scharoun-Kirche bezeichnet, ist eine Kirche am Glockengarten 70 in Bochum. Sie entstand in den Jahren 1965 bis 1967 und folgt dem Stil der Organischen Architektur. Architekt war Hans Scharoun, den Kontakt für den Auftrag stellten die Töchter des Fabrikanten Fritz Schminke her. Die Bauleitung übernahm der damals in Bochum lebende Architekt Gundolf Bockemühl. Für ihre Errichtung gründete die Bochumer Gemeinde der 1922 gegründeten anthroposophisch geprägten Christengemeinschaft im Jahr 1962 einen Verein. 1997 wurde die Kirche unter Denkmalschutz gestellt; sie ist heute ein Denkmal von nationaler Bedeutung. Die Kirche gilt als Hans Scharouns einziger realisierter Sakralbau. Im Laufe seines Berufslebens fertigte er viele Kirchenentwürfe an; sein erster dokumentierter Entwurf ist der einer Kirche.
Die Kirche ist typologisch ein Anbau an das Gemeindehaus (ehemaliges Bauernhaus), da Sanitär-, und Heizungsräume gemeinsam genutzt werden. Die Kirche ist eingerichtet mit einem von Hans Scharoun entworfenem Altar, zwei Altarbildern der Künstler Fritz Winter und Otto Ritschel sowie Leuchtern des Bremer Bauhauskünstlers Wilhelm Wagenfeld. Die vier Hängedeckenleuchten stammen nicht aus der Entstehungszeit der Kirche. Die Ergänzung durch die Lazaruskapelle in den 1980er Jahren ist als eine selbständige, aber sich trotzdem einordnende Vervollständigung des Kirchenzentrums zu sehen. Sie wurde 1984 vom Bochumer Architekten Claude Decressionnière in Zusammenarbeit mit dem Bochumer Bildhauer Roland Stalling entworfen.
Die Kirche wurde von 2009 bis 2016 von den Architekten Detlev Bruckhoff und Andreas Gehrke ausschließlich mit Gemeinde- und Stiftungsspenden denkmalgerecht saniert und leicht erweitert. Die Sanierung vollendet den ursprünglichen Entwurf Scharouns durch Erstellung eines Kupferdachs und metallischen Innentüren. Das Kernstück der Sanierung ist die Doppelung der vorhandenen Lichtwand, deren Erstellung den Bestand vor Witterung schützt und gleichzeitig das nicht vorhandene Stuhllager liefert. Der Winkel der neuen Lichtwand entlehnt sich aus Skizzenvarianten, die Hans Scharoun seinerzeit für die Kirche erstellte. Die Vorgehensweise wird in der Fachwelt als „minimal invasive Sanierungsstrategie“ bezeichnet.
Wegen der Sanierung wurde die Kirche für den DAM Architekturpreis 2018 nominiert und im Rahmen der Auszeichnung Guter Bauten 2017 des BDA mit einer Engeren Wahl gewürdigt. Das Gebäude ist Teil der Kampagne Big Beautiful Buildings.